# J. Feyzeau
Jean-Baptiste Feyzeau (ur. 31 lipca 1745 w Bordeaux, zm. 5 marca 1806) – XVIII-wieczny klawesynista, którego szczytowy okres twórczości przypada na około 1764. Przypuszcza się, że przebywając w Bordeaux, był uczniem Franza Becka, któremu dedykował unikatowy zbiór swoich utworów na klawesyn pt. Pièces de clavecin en sonates

## Pièces de clavecin en sonates
1. Sol Majeur (G-dur): Allegro moderato – Minuetto
2. Fa Majeur (F-dur): Allegretto – Minuet / Trio en fa mineur
3. ré mineur (d-moll): Andante grazioso – Allegro
4. Mi bémol Majeur (Es-dur): Allegro – Minuetto en Do Majeur
5. Sol Majeur (G-dur): Allegretto – Minuetto
6. Do Majeur (C-dur): Allegro assai – Andante grazioso en ut mineur – Presto assai